# Sibbesse
Sibbesse ist eine Gemeinde im Landkreis Hildesheim in Niedersachsen.

## Geografie

### Geografische Lage
Sibbesse liegt nordöstlich der Sieben Berge (bis 395 m hoch), hinter denen – dem Märchen nach – möglicherweise Schneewittchen gelebt haben soll, und südlich des Hildesheimer Walds (bis 359 m hoch). Es befindet sich zwischen Alfeld (Leine) im Westen und Hildesheim im Nordosten.

### Gemeindegliederung
Die Gemeinde Sibbesse ist eine Einheitsgemeinde und gliedert sich in folgende Ortsteile:
- Adenstedt mit Sellenstedt und Grafelde
- Almstedt mit Segeste
- Eberholzen
- Kernort Sibbesse mit Hönze, Möllensen und Petze
- Westfeld mit Wrisbergholzen

## Geschichte
Die Samtgemeinde Sibbesse bestand seit dem 1. März 1974 als Auswirkung der Gebietsreform in Niedersachsen. Schon 1965 hatten sich in diesem Bereich einige Mitgliedsgemeinden freiwillig zu einer Samtgemeinde zusammengeschlossen. Sibbesse wurde durch die Reform Teil der Samtgemeinde Sibbesse.
Sibbesse ist Mitglied der Region Leinebergland, eines nach dem Leader-Ansatz gegründeten freiwilligen Zusammenschlusses verschiedener Städte und Gemeinden im südlichen Niedersachsen.
Am 1. November 2016 wurde die Samtgemeinde Sibbesse in die Einheitsgemeinde Gemeinde Sibbesse überführt.

## Politik

### Rat
- Grüne: 2
- SPD: 6
- Unabh.: 1
- CDU: 6
- EWV: 1

Der Rat der Gemeinde Sibbesse setzt sich aus 3 Ratsfrauen und 14 Ratsherren folgender Parteien zusammen:
- CDU: 6 Sitze
- SPD: 6 Sitze
- Grüne: 2 Sitze
- Unabhängige: 1 Sitz
- Einzelwahlvorschlag: 1 Sitz

(Stand: Kommunalwahl 9. September 2021)

### Bürgermeister
Durch die Umwandlung der Samtgemeinde Sibbesse in eine Einheitsgemeinde wurde die Wahl eines hauptamtlichen Bürgermeisters am 11. September 2016 der neuen Gemeinde Sibbesse notwendig. Da im ersten Wahlgang keine absolute Mehrheit zustande kam, wurde am 25. September der bisherige Kämmerer der Samtgemeinde Sibbesse, Andreas Amft (SPD), mit großer Mehrheit zum neuen Bürgermeister der Gemeinde Sibbesse gewählt. Seine Stellvertreter waren Ulrich Schünemann (CDU) und Oswald Jakobi (SPD).
Bei der Kommunalwahl 2021 setzte sich in der Stichwahl am 26. September Hans-Jürgen Köhler (SPD) gegen Stefan Kentzler (CDU) durch.
bisherige Amtsinhaber:
- 2001–2016: Hubertus Schneider (CDU) (als Samtgemeindebürgermeister)
- 2016–2021 Andreas Amft (SPD)
- seit 1. November 2021 Hans-Jürgen Köhler (SPD)

### Wappen
| Wappen von Sibbesse | Blasonierung: „In Rot ein silberner, mit einer schwarzen Wolfsangel belegter Schrägbalken, begleitet oben links von 7, unten rechts von 6 silbernen Rosen mit goldenen Kelchblättern und goldenen Butzen.“ |
| Wappen von Sibbesse | Wappenbegründung: Die 13 Rosen im Wappen symbolisieren die zwölf zur Gemeinde gehörenden Ortsteile sowie den Ort Nienstedt, da Nienstedt bis 1974 zur ehemaligen Samtgemeinde Sibbesse gehörte. Die Wolfsangel, ein altes Grenzzeichen, ist darauf zurückzuführen, dass Sibbesse seit frühester Zeit ein Grenzort zwischen den Zuständigkeitsbehörden Gronau und Winzenburg gewesen ist. |

## Kultur und Sehenswürdigkeiten

### Bauwerke
- In Sibbesse befindet sich die von 1734 bis 1737 erbaute barocke Kirche. Ihre Deckenmalerei von 1755 wurde 1893 und 1986 erneuert. Der Kanzelaltar und der Taufengel sind aus der Zeit um 1737, der Taufstein wurde 1607 angefertigt.[8]
- Der 130 m hohe Fernmeldeturm Sibbesse der Deutschen Telekom AG wurde 1973 errichtet.
- Gedenksteine an der Hauptstraße von Hönze bzw. an der Möllenser Kirche erinnern an die ersten urkundlichen Erwähnungen Hönzes (1170) und Möllensens (1227).
- In Petze steht die evangelische Kirche, einschiffig mit Eckquadern. Der untere Teil des Westturms stammt vermutlich aus der Zeit der Romanik, er wurde im 15. Jahrhundert erhöht. In ihm fallen spitzbogige Schalllöcher mit Würfelkapitellen auf. Der Turmhelm ist aus dem 19. Jahrhundert. Das Kirchenschiff wurde 1784/85 erbaut. Im Kircheninneren ist u. a. der Kanzelaltar vom Ende des 18. Jahrhunderts beachtenswert.[9]
- In Hönze ist die evangelische St.-Paulus-Kapelle mit einem Satteldach, zwei Strebepfeilern und einem beschieferten Dachreiter sehenswert. Sie wurde 1638, 1753, 1830 sowie ab 1978 renoviert und 1986 wieder eingeweiht.[10] Der Altar der Kapelle, die über ein hölzernes Tonnengewölbe und etwa 50 Sitzplätze verfügt, stammt aus dem Jahr 1684. Ursprünglich befand sich die Kanzel unmittelbar über dem Altar, sie wurde jedoch später links vor ihm aufgestellt.
- In Möllensen steht die 1744 erbaute evangelische St.-Lucia-Kapelle. In ihr sind ein Taufstein von 1603 mit gut erhaltenen Reliefs und die Holzdecke vom Ende des 17. Jahrhunderts besonders beachtenswert.[11]
- In Möllensen befindet sich gegenüber der Kirche die ehemalige Schule, in der der Heimatforscher und Schriftsteller Heinrich Sohnrey wirkte. An ihn erinnert eine Gedenktafel über dem Eingang. Während seiner Tätigkeit in Möllensen schrieb er das Buch Der Bruderhof. Der Titel bezog sich auf einen bestehenden Hof in Möllensen, der allerdings in den 1980er-Jahren abbrannte.
- In Wrisbergholzen befindet sich das Schloss Wrisbergholzen.

### Fotogalerie

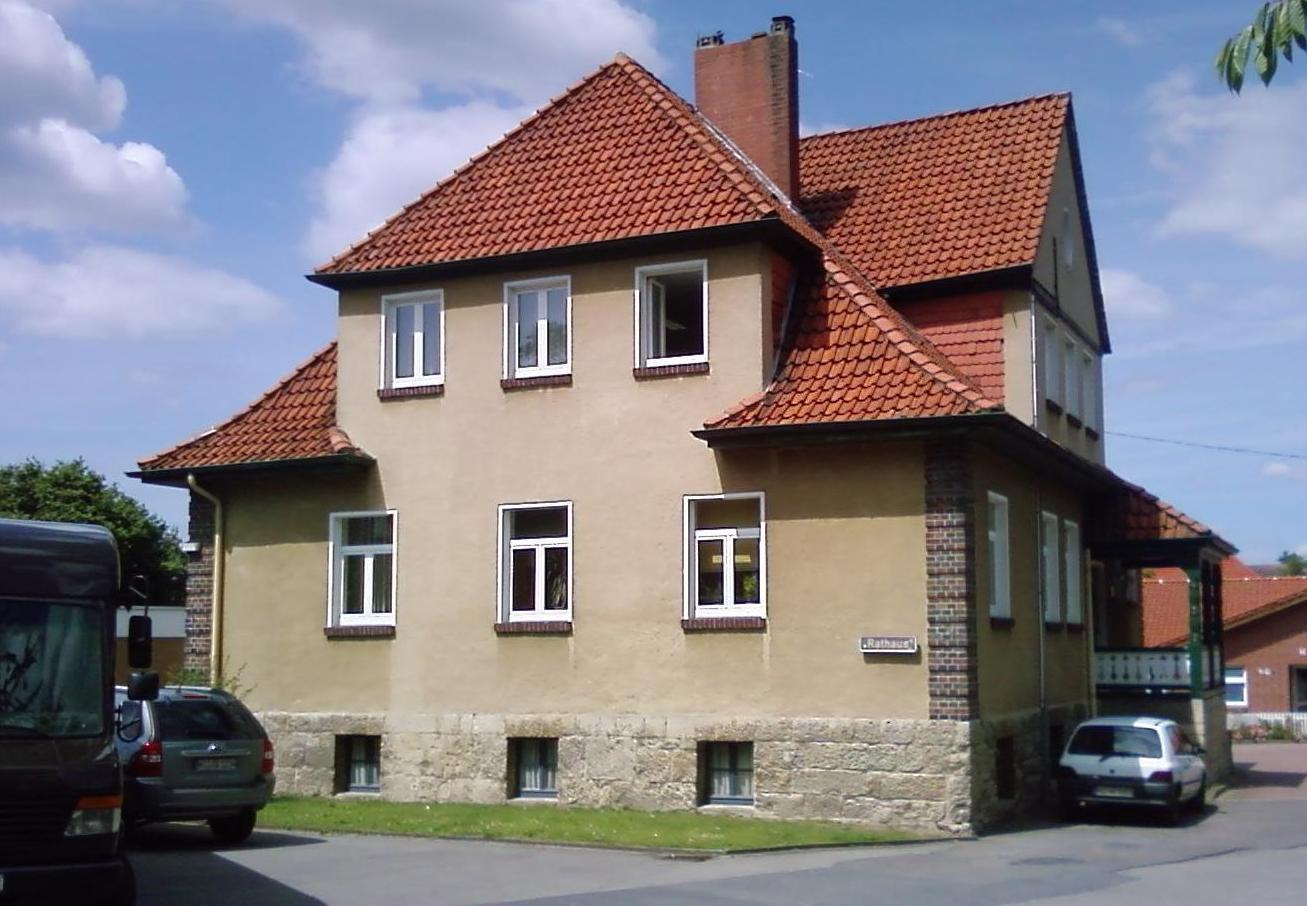
Altes Rathaus Sibbesse
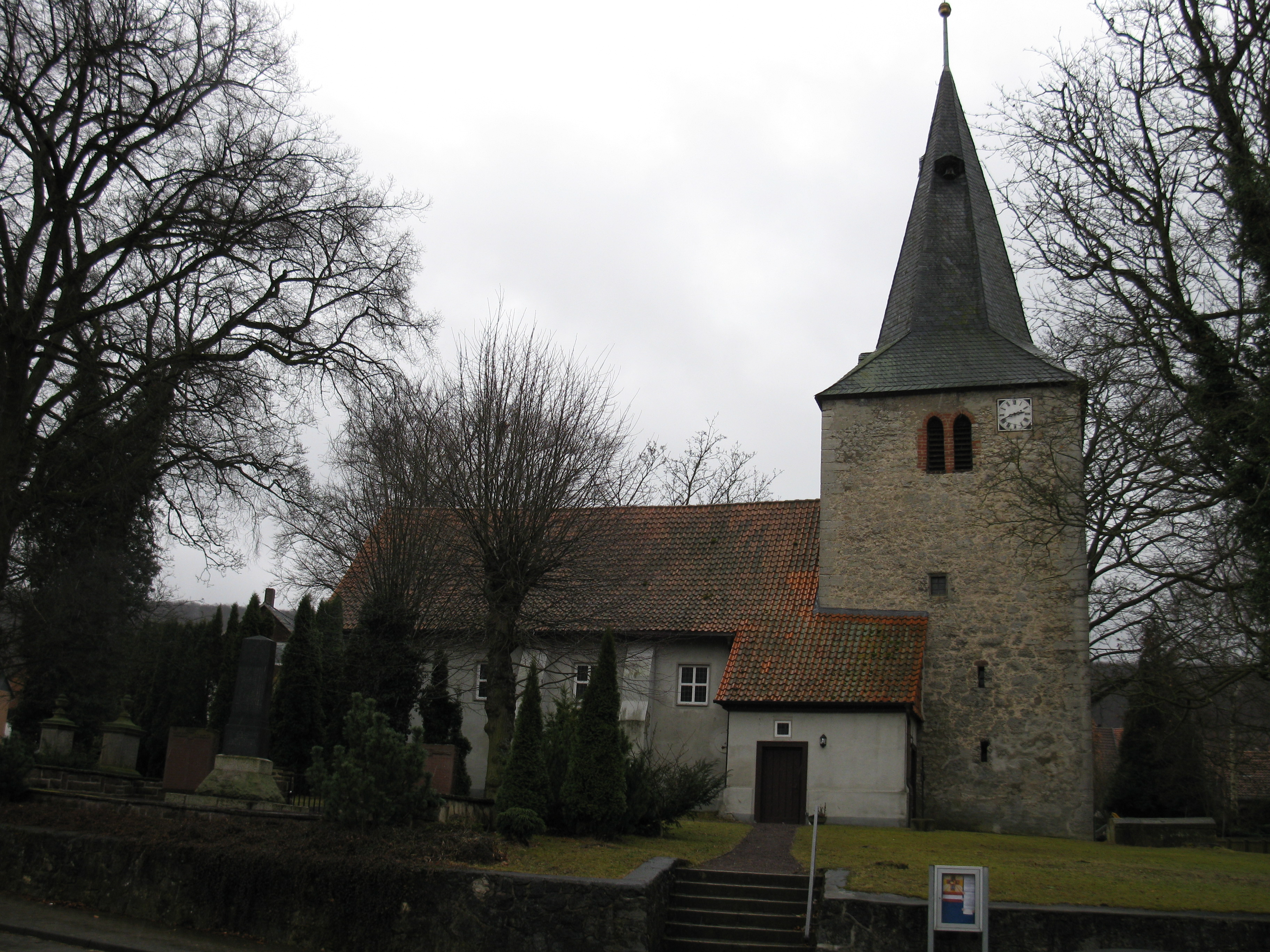
St.-Bartholomäus-Kirche in Eberholzen
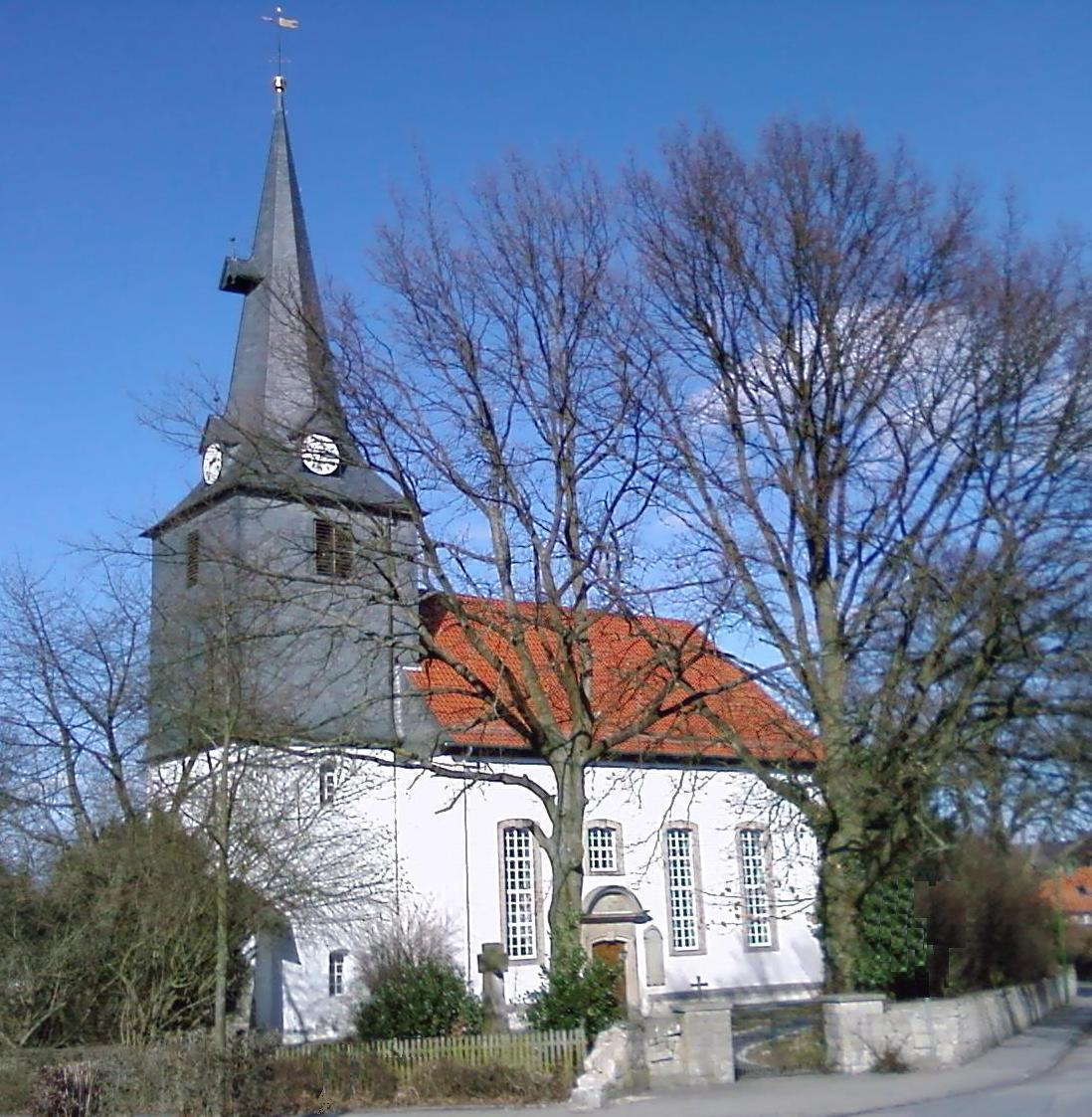
St.-Nicolai-Kirche in Sibbesse
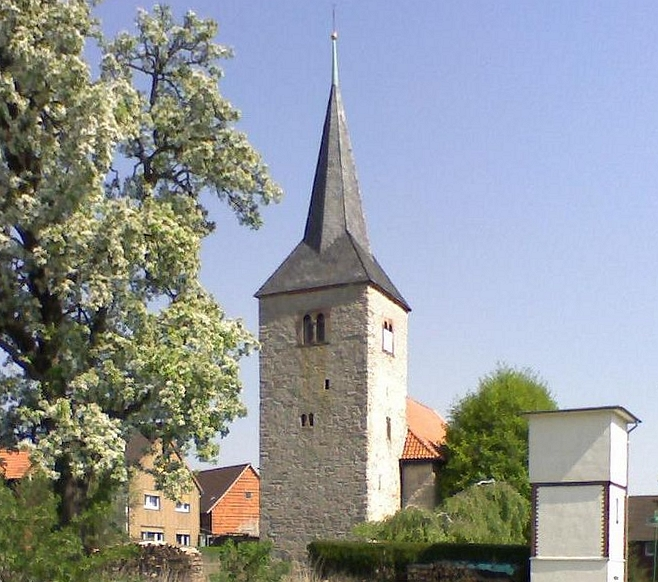
Antoniuskirche in Petze
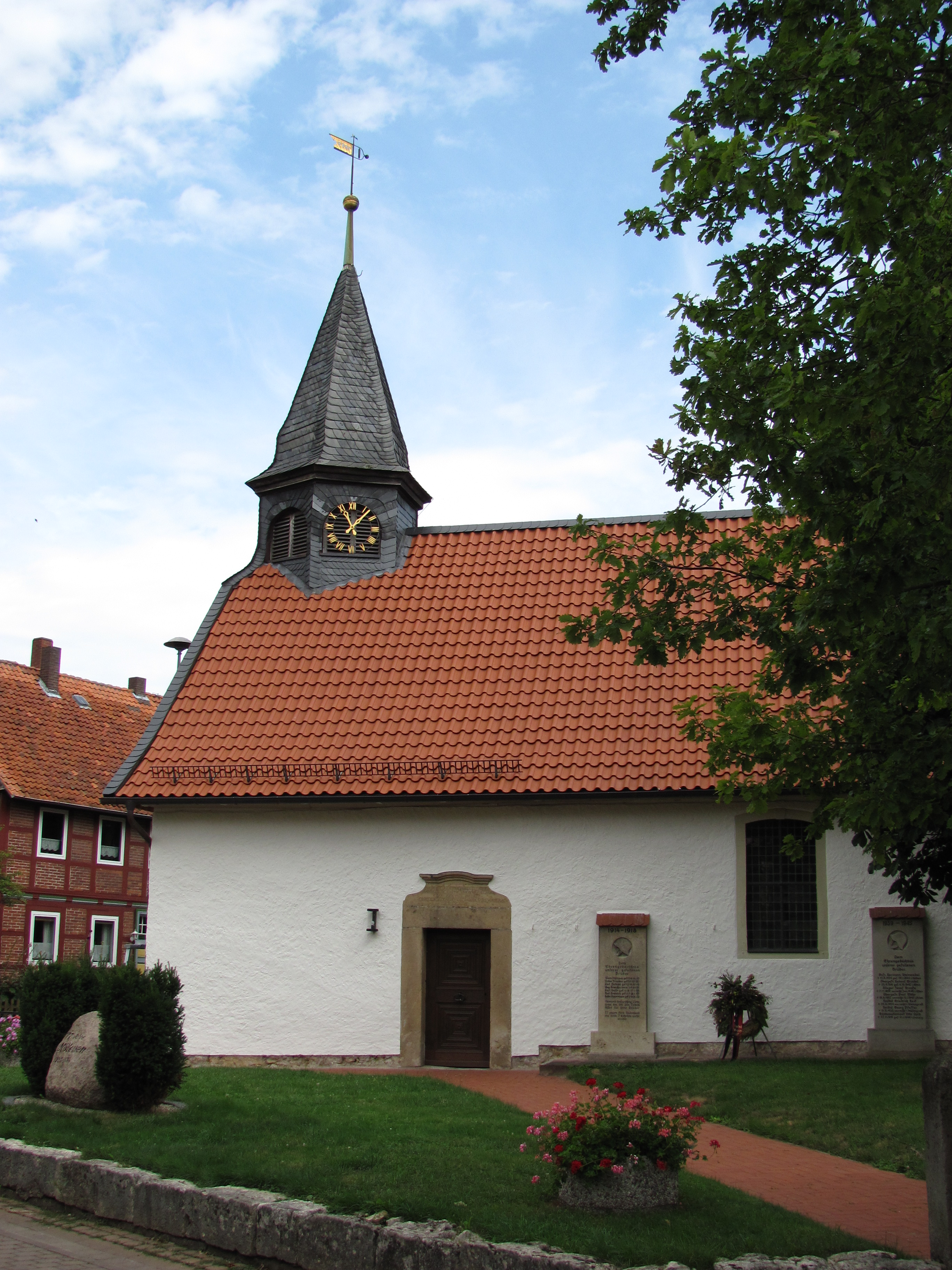
Kirche in Möllensen
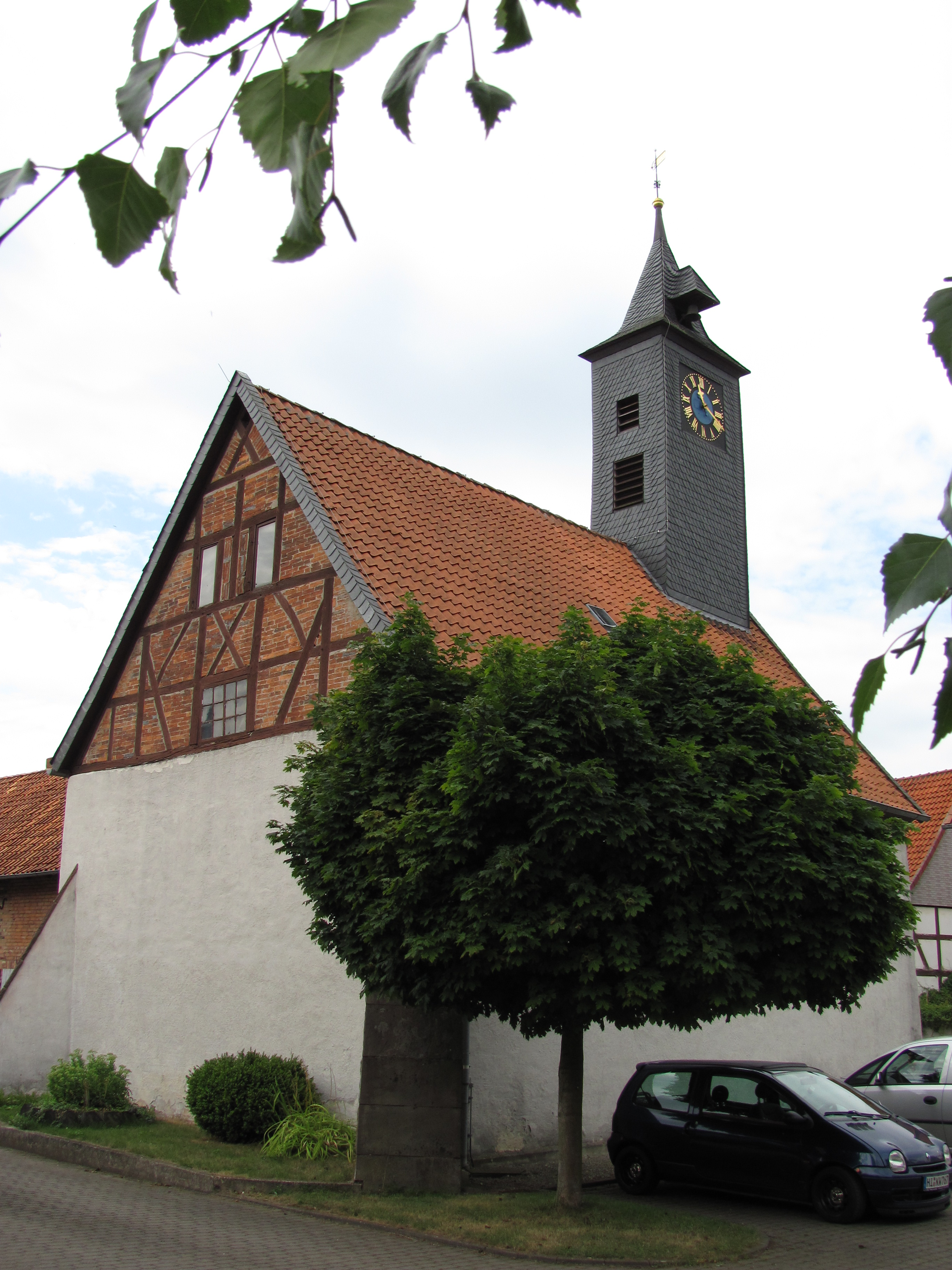
St.-Paulus-Kapelle in Hönze
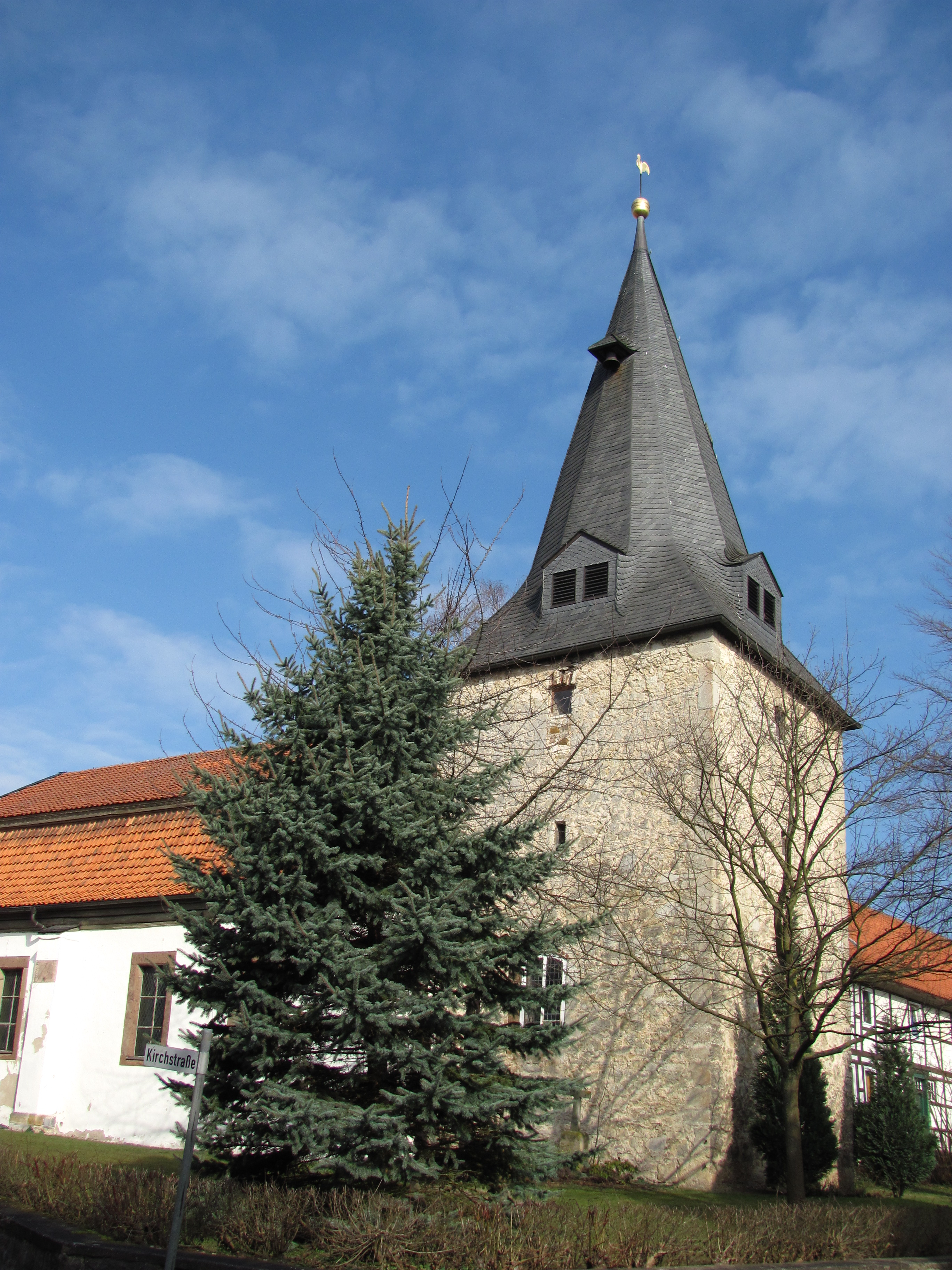
St.-Mauritius-Kirche in Almstedt
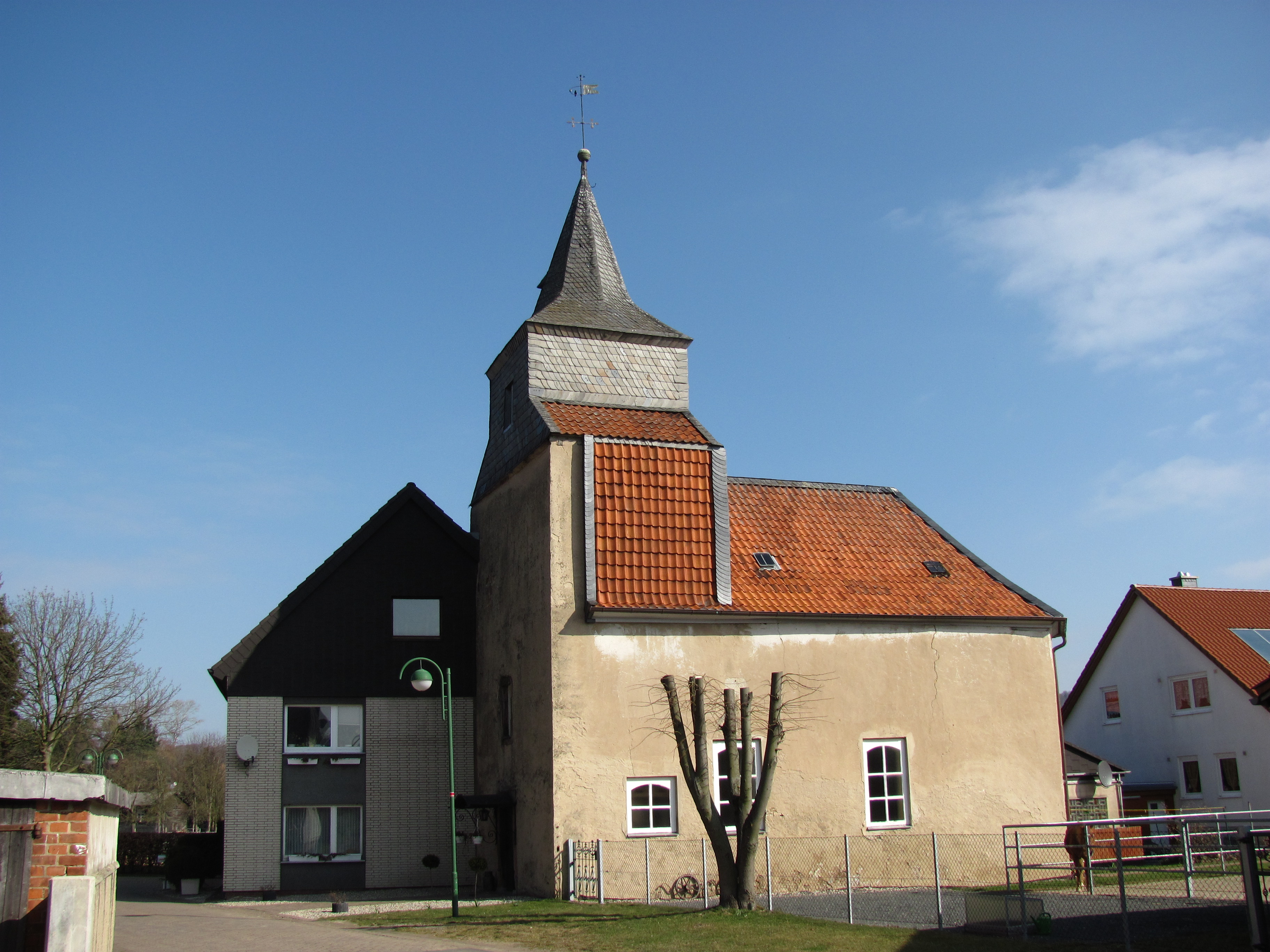
Kapelle in Segeste und ehem. Schule
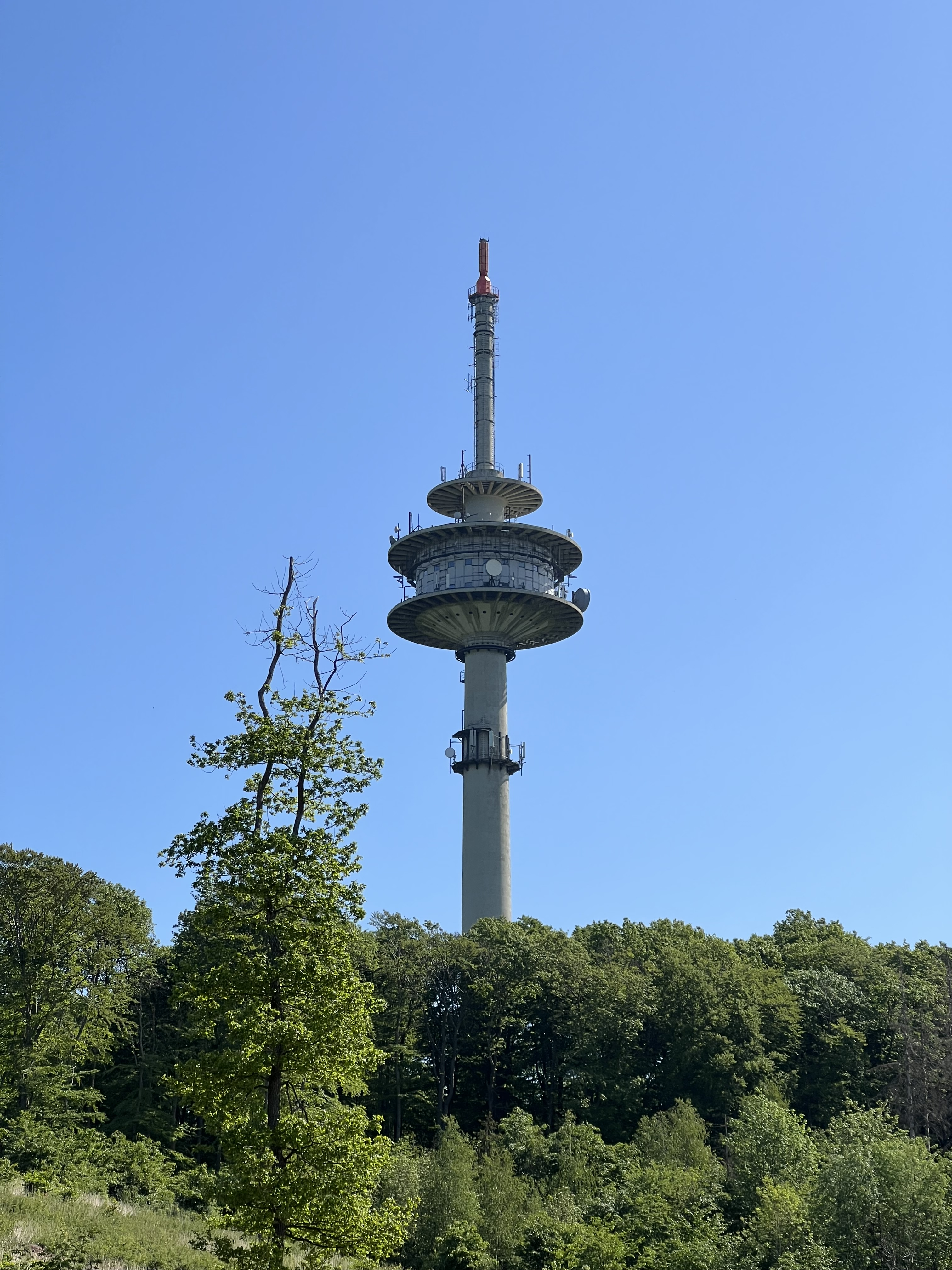
Fernmeldeturm Sibbesse auf dem Griesberg
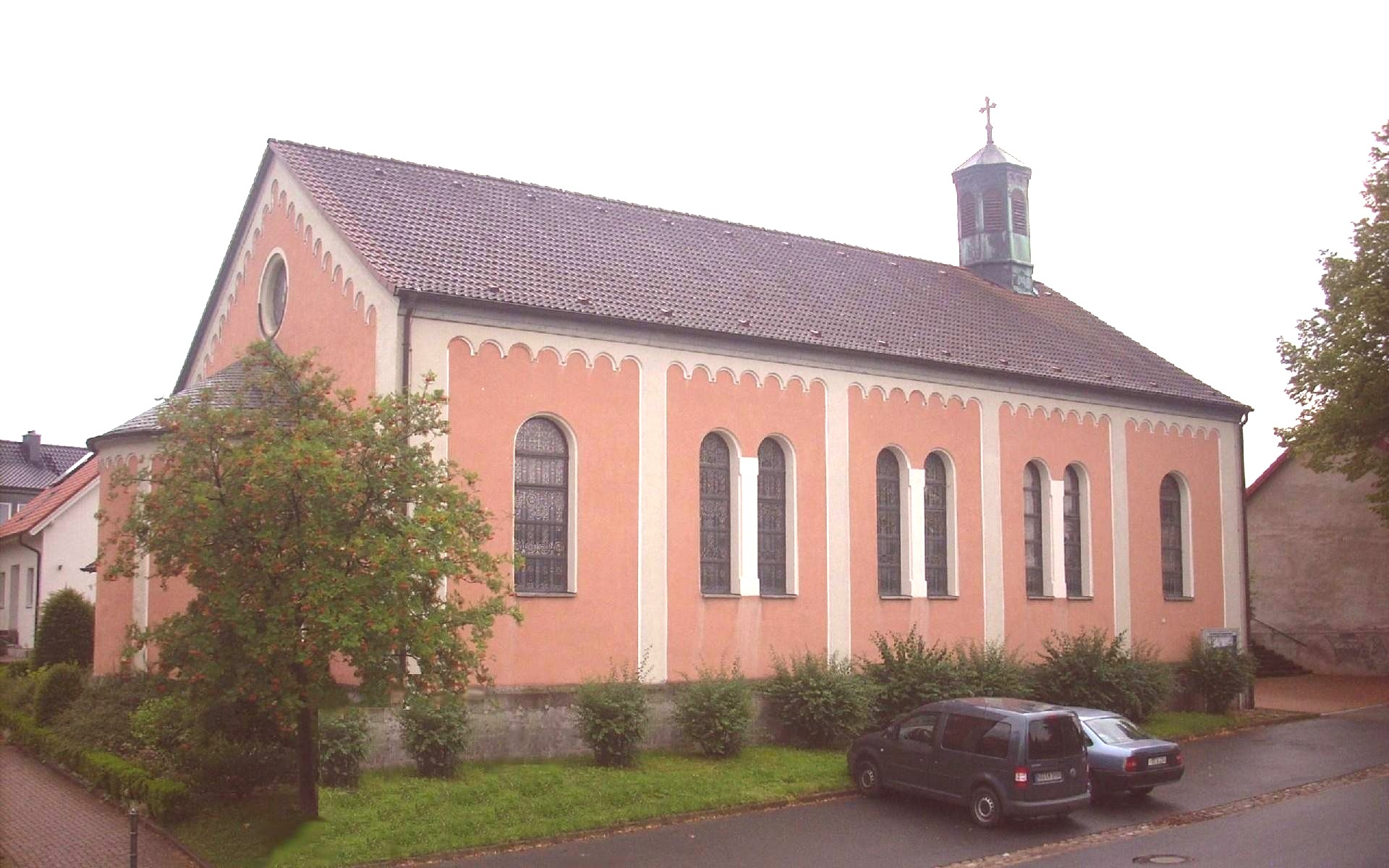
St. Mariae Himmelfahrt, Westfeld
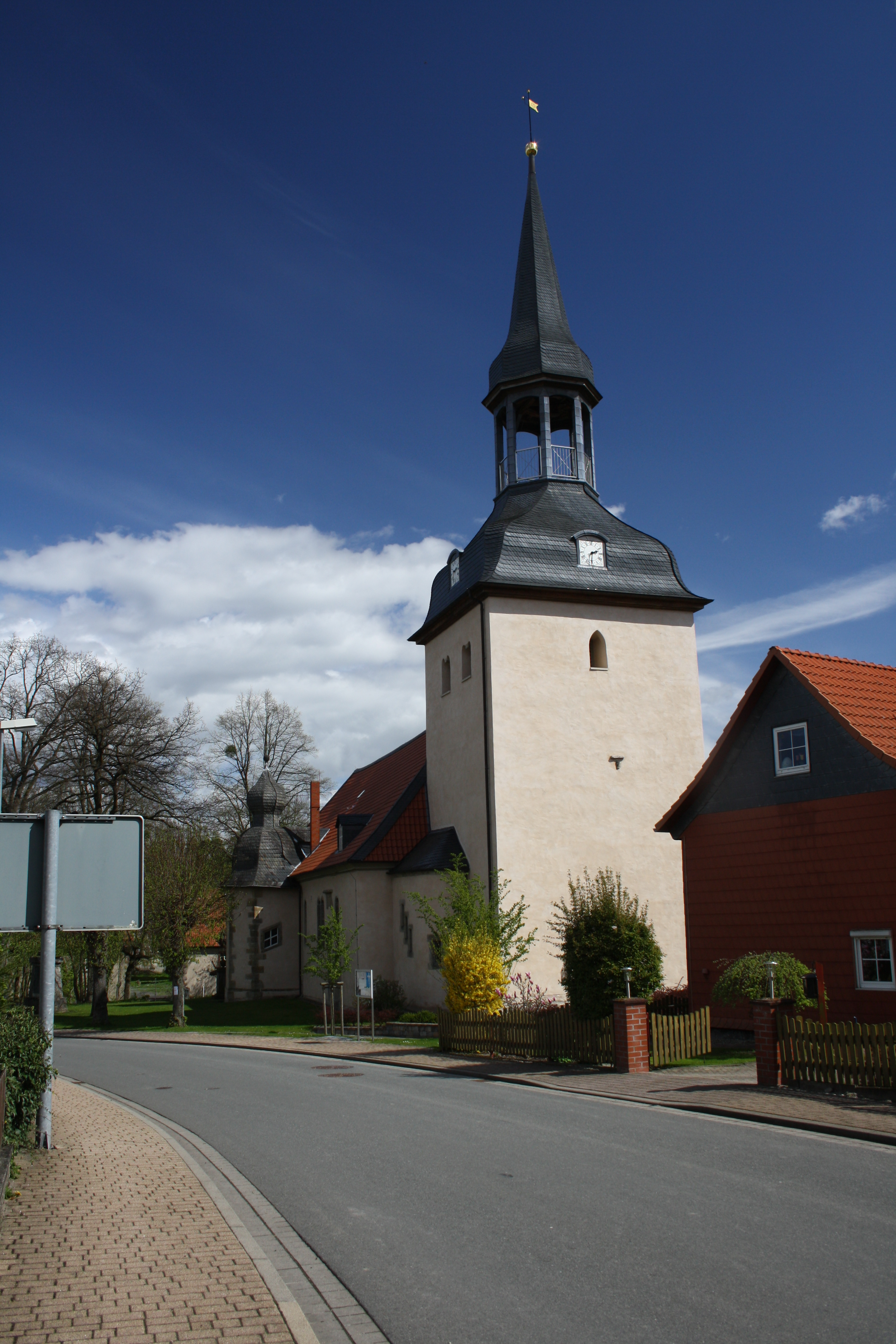
St.-Martin-Kirche in Wrisbergholzen
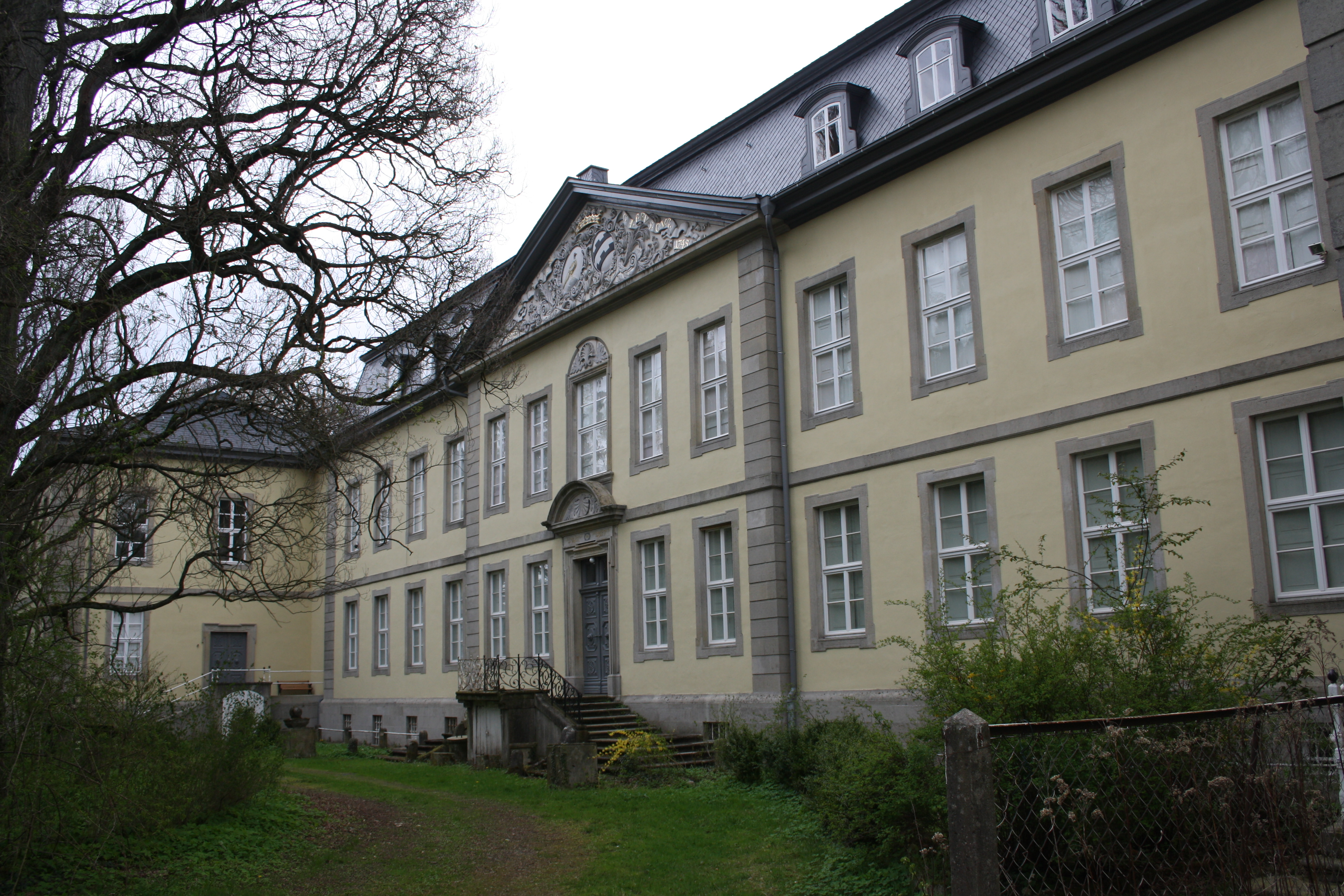
Schloss Wrisbergholzen
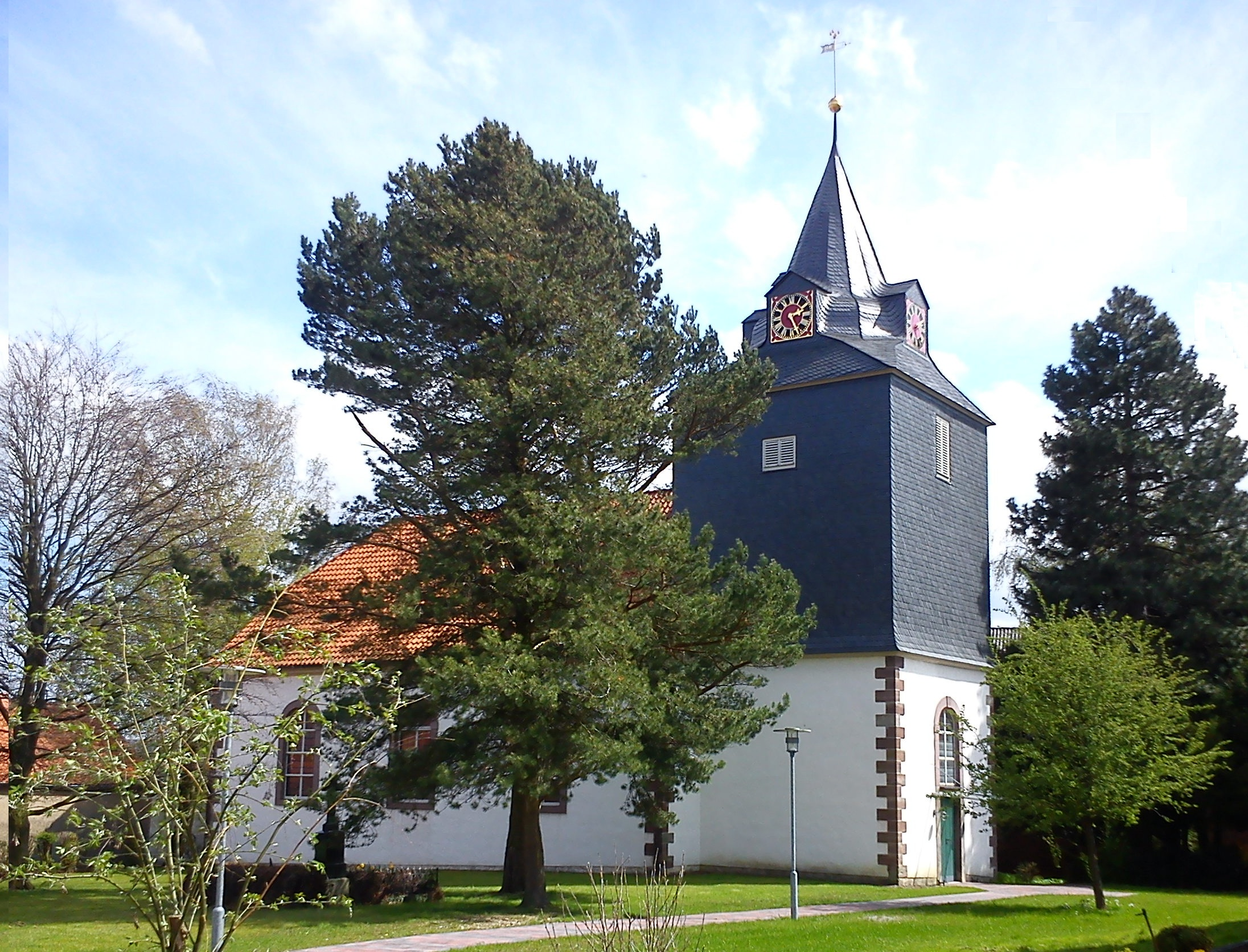
St.-Peter-und-Paul-Kirche in Sellenstedt
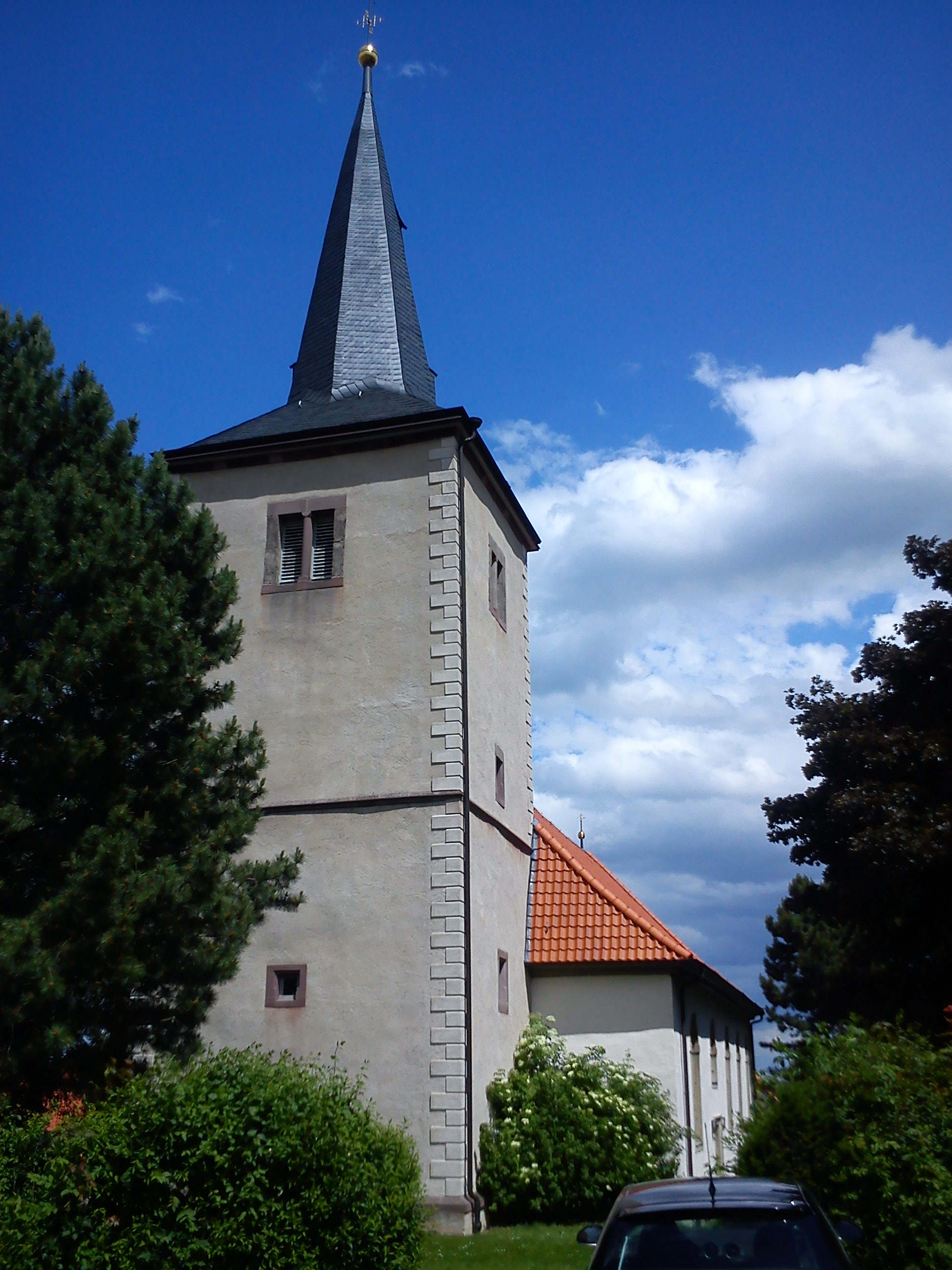
St. Peter und Paul in Adenstedt
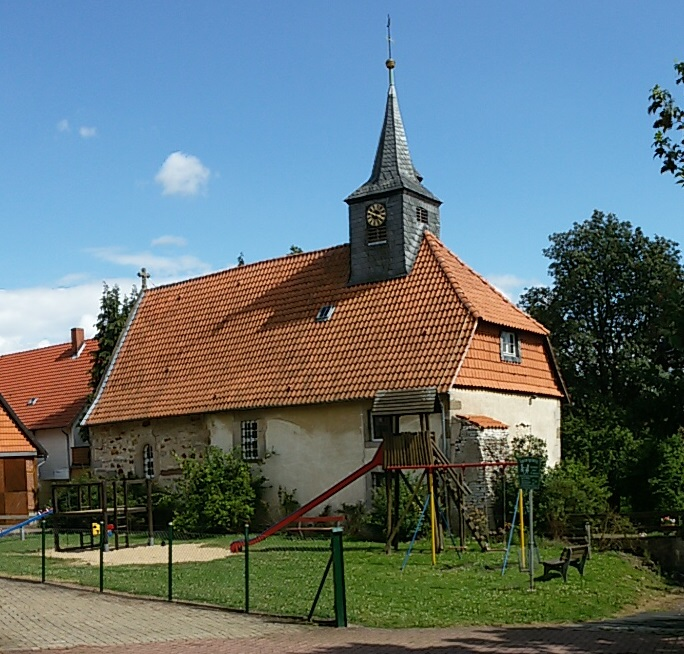
Kapelle in Grafelde

### Trivia
Sibbesse kommt im Film Der zerrissene Vorhang von Alfred Hitchcock in einer Außenszene vor.

## Infrastruktur

### Bildung
Sibbesse verfügt über eine Grundschule. Die nächstgelegenen Gymnasien, Realschulen, Hauptschulen und Gesamtschulen befinden sich in Lamspringe, Hildesheim und Alfeld, Bad Salzdetfurth und Gronau (Leine).

### Verkehr
Durch die Gemeinde Sibbesse führt die Schnellfahrstrecke Hannover–Würzburg.

## Persönlichkeiten

### Ehrenbürger
- Hellmut Schneider (1923–2010), Politiker, er wurde 1988 zum Ehrenbürger der Gemeinde Sibbesse ernannt

### Söhne und Töchter der Gemeinde
- Friedrich Busse (1835–1898), Begründer der deutschen Hochseefischerei
- Johann Eisele (* 1948), Architekt, Fachbuchautor und Hochschullehrer

### Personen, die mit der Gemeinde in Verbindung stehen
- Ernst Dietrich Bartels (1679–1762), Bildschnitzer des Barock in Norddeutschland, er schuf den Kanzelaltar für die evangelische Kirche in Sibbesse
- Heinrich Sohnrey (1859–1948), Lehrer, Volksschriftsteller und Publizist, der Heinrich-Sohnrey-Weg in Sibbesse wurde nach ihm benannt